# Шандор Петефи
Шандор Петефи, рођен као Александар Петровић (мађ. Petőfi Sándor; Кишкереш, 1. јануар 1823 — Шегешвар, 31. јул 1849), је био мађарски песник и један од вођа националног покрета 1848. Петефијево етничко порекло предмет је контроверзе, будући да неки извори наводе да је био српског а неки да је био словачког порекла.
Један је од најистакнутијих мађарских лирских уметника. Снажно је утицао и на јужнословенске песнике, посебно на Ђуру Јакшића и Јована Јовановића Змаја.

## Биографија
Петефи је рођен на новогодишње јутро 1823. године у граду Кишкереш, Краљевина Мађарска. Становништво Кишкереша је било претежно словачког порекла као последица политике реконструкције Хабзбурговаца која је била осмишљена да насели немађаре у областима које су опустошене током турских ратова. У његовом изводу из матичне књиге рођених, на латинском, његово име је „Alexander Petrovics”, где је „Alexander” латински еквивалент мађарском „Шандор”. Његов отац, Иштван (Стефан) Петровић, био је сеоски месар, крчмар и био је Србин друге генерације или Словак, досељеник у Велику мађарску равницу. Марија Хруз, Петефијева мајка, била је слуга и праља пре удаје. Она је била словачког порекла и говорила је мађарски са извесним акцентом. Петефијеви родитељи су се први пут срели у Маглоду, венчали у Азоду и преселили се у Кишкереш годину дана пре рођења песника.
„Петефи” му је одабрано уметничко име, псеудоним који је користио од 1843. године. Петефи се сматра најталентованијим и најбољим мађарским лирским песником 19. века. По Вељку Петровићу, песник Шандор Петефи није Словак (како Мађари сматрају) већ је његов презимењак, Србин по пореклу. Потиче од гране породице Петровић из Баје, која се крајем 18. века заиста преселила у Кишкереш. У том месту је живео до 1809. године трговац Арон Петровић, Србин из Баје, чији син Димитрије (рођ. 1799) постао вероватно први српски академски вајар. То је други Петровић и то Србин, у том словачком месту. У Кишкерешу није било православне цркве, па је крштен у словачкој богомољи. Родитељи су му се касније преместили у оближњу Феређхазу, где су стекли значајан иметак.
И по мађарском „великом шовинисти” Миклошу Барти, који је говорио на годишњици Петефијеве смрти 1899. године — песник је био српског рода. Било је то на великој мађарској свечаности одржаној код Шегешвара у Ердељу, где је баш на месту Шандорове погибије постављен достојан споменик. Барти је том приликом изговорио следеће речи: „Будите поздрављени пријатељи Срби, који сте нам двије звијезде истакли на мађарском небу: Дамјанића и Петефија”. Цитат су пренели сви мађарски листови, па и званични „Мађарорсаг” у броју 210/1899. године
Још као гимназијалац је почео да пише и објављује поезију.
Након гимназије — упркос очевом противљењу, који је желео да као он и Шандор буде месар — креће на пут, лута, држи кућне часове, и разним другим пословима зарађује за хлеб. Послали су га брижни родитељи у Шопрон, да настави учење у тамошњем лицеју, али он је завршио у касарни 1839. године Да не би никоме био на терет, са 16 година пријављује се у аустријску војску у Шопрону. Његова јединица добија премештање у Грац, а млади Петефи се нада да ће успети да види и Италију. Међутим чета је стационирана у Хрватској, а као да то разочарење и није било довољно, тешка војна служба ставља младићево здравље на пробу. У јесен 1840. у Карловцима почиње да пљује крв те завршава у болници. Недуго након тога у Загребу добија тифус и поново је у болници. Након безуспешног лечења шаљу га назад за Шопрон, а јануара 1841. бива отпуштен.
Тада му на ум долази идеја да се опроба глумом и једно време ради као глумац путујућег позоришта.
Крајем 1843. и даље болестан и слаб, у летњој одећи долази у Дебрецин. На те тешке дане овако се сећа песник:
Зиму 1843/4 извукао сам у овом дебелом граду гладујући, смрзавајући се и болестан код једне сиромашне, али добре старице, господ да је благодари. Да се она није о мени бринула, ни ово писмо ти ја не бих писао са овога света, већ са оног другог. Био сам онакав јадан лутајући глумац, на кога ни бог ни човек очи не окреће.
 Тада, под пазухом са свеском у коју је сабрао своје песме, креће да нађе издавача за њих. На путу до Будима, застаје у Егеру код каноника Беле Таркањија (мађ. Tárkányi Béla) који је и сам био песник, те га са младим ученицима Семинара радо примају и слушају његове песме. Ојачан и охрабрен стиже у Пешту где налази издавача за своје песме, а добија и посао уредника код новина. Први пут након лутања Шандор може да се врати кући, где се измирује са оцем, а у сећање на тај период пише неке своје најпознатије песме. Коначно, као самосталан човек који се брине о себи, има радно место и плату од 15 аустријских форинти у могућности је да се креће у отменом друштву кафана и у друштвима књижевника и песника. Коначно 1846. издаје своју прву збирку песама, и пут му се отвара ка широј јавност и слави.
У јесен 1846. упознаје се са Јулијом Сендреи (мађ. Szendrey Júlia) кћерком феудалног службеника из Ердуда, који нерадо пристаје на њихово венчање, јер кћерки жели неког богатог феудалца а не „будаластог” песника. Али њихова љубав — којој Петефи посвећује многе песме — побеђује, и након више од пет просидби и молби, 8. септембра 1847. строги отац пристаје да се Петефи и Јулија узму. Имали су једно дете, сина Золтана који се родио 15. децембра 1848, мање од годину дана пре песникове смрти.
Према предању на дан избијања устанка 15. марта 1849. Јулија Сендреји је окачила Шандору на одело прву мађарску кокарду, симбол револуције који је сашила на узор париске народне тробојке. Тај дан је песник написао и своје познато дело „Песму нације” (мађ. Nemzeti dal).
У бурним годинама које су потресале већи део Европе, Петефи се постепено истицао као ватрени мађарски националиста, поборник републике и присталица револуције. Године 1848. дошао је на чело пештанске омладине и убрзо постао идеолог револуције за отцепљење од Хабзбуршке монархије и осамостаљење Мађарске. Међутим, убрзо су мађарски племићи преузели руководство и ушли у договоре са аустријским двором о повластицама и уступцима. Револуционар Шандор се придружио побуњеничкој војсци која је кренула у рат против хабзбуршких трупа. На несрећу по побуњенике Русија се активно укључила у догађаје подржавши бечки двор, а у намери да се угуши револуционарни републиканизам. Петефи је највероватније погинуо 1849. у бици код Шегешвара, мада је исправније рећи да му се ту изгубио сваки траг.
Појавио се пре рата чланак у београдском дневном листу, који је изнео тврдњу да Петефи није страдао у Ердељу, већ је као руски заробљеник и рањеник умро много касније у Сибиру. Аутор чланка је пренео писање мађарског недељника „Напло”, и навео неколико сведока, па и наводног Шандоровог унука, Руса — Викторовића Петрова. По њему се деда Шандор мађарски мајор као заробљеник нашао тешко болестан у Сибиру, у једном селу у близини Ците. Ту се излечио и оженио са кћерком бакалина, са којом је имао сина Виктора и кћер Мавру. Остарели песник је био озбиљан човек, који је храмљао — вукао некад повређену ногу. Живео повучено и скромно а сви су га знали као „мађарског песника”.
Његова поезија је имала велики утицај на јужнословенске песнике, посебно на Ђуру Јакшића и Јована Јовановића Змаја.
Данас мост у Будимпешти носи његово име. Други канал мађарског јавног радија посвећен омладини носи име Радио Петефи; од 2015, други програм државне телевизије, такође посвећен омладини носи Петефијево име.

## Петефијева поезија
Као водећи песник мађарског романтизма, он је и најзаслужнији да је мађарска поезија позната у свету. Иако је страдао веома млад, оставио је значајно књижевно дело. Одушевљен његовим писањем Јован Јовановић Змај је на српски језик превео и препевао двадесетак Петефијевих песама.
Петефијево певање одликује једноставност и непосредност, обогаћено мотивима из народног живота. На крај села чађава механа, препев Јована Јовановића Змаја:
На крај села чађава механа,

из ње штрчи коса нечешљана.

Нечешљана од силнога пића,

то је кућа сеоских младића.

Из кафане пијан ја излазим,

чудновате улице налазим.

Лево, десно, нигде мога стана,

ој, улице ала си пијана!

Гле мјесеца што се накривио,

на једно је око зажмирио.

А друго је сасвим затворио,

срам га било и он се напио!

Тко то лупа на мој прозор тако,

зар ви момци не знате полако?

Мој Миленко лег’о је да спава

од те муке заболи га глава!
У љубавној лирици Петефи је чист романтичар који живахно пева о својим осећањима и расположењима. Како да те назовем, с мађарског превела Драгиња Рамадански:
Како да те назовем,

кад сред сумрака, снатреци,

вечерње звезде лепих ти очију,

дивећи се, моје гледају очи,

као да их сад виде први пут…

Те звезде,

чији је сваки зрак

по један поток љубави,

који тече ка мору душе моје

како да те назовем?

Како да те назовем,

кад ми добациш поглед свој,

тај питоми голуб,

чије је свако перо

по једна маслинова грана мира

и чији је додир тако добар!

Зато што је мекши од свиле

и од јастука у колевци

Како да те назовем?
Петефи је, у складу са идејама романтизма и бајронизма, био огорчени противник друштва у коме је живео те је са оштром сатиром и осудом певао о готованском и јаловом животу мађарског племства, о одсуству родољубља и занемаривања општих друштвених вредности. Мађарски племић, превео Станиша Величковић:
Нерад сврха је живота.

Ленчарим, да је дивота.

Дост’ што сељак радит зна.

Мађарски сам племић ја.

За науку да живим? Баци!

Научници — сиромаси!

Нити читам, нити пишем — па?

Мађарски сам племић ја!

Не бринем се да ли страда

домовина у сто јада;

већ ће проћи судба зла.

Мађарски сам племић ја!

## Дела

### Песме
- Крчма (1843)
- Бисери љубави (1845)
- Облак (1846)
- Песма нације (1848)

### Епови
- Витез Јанош (1844)
- Апостол (1848)

### Романи
- Џелатов конопац (1845)